# Classe Roslavl
Classe Roslavl est le nom d'une classe de remorqueur hauturier/océanique de la marine russe.

## Utilisateurs
Actifs depuis 1953, il en reste une dizaine en service.

### Morskoy Buksir
La version de base, portant la classification Morskoy Buksir (MB), remorqueur hauturier.
- MB 45
- MB 69
- MB 102
- MB 120
- MB 125
- MB 134
- MB 145
- MB 147

### Spastel'niy Buksir
Deux unités ont été classifiées comme Spastel'niy Buksir (SB), soit remorqueur de sauvetage. Les deux versions sont pratiquement semblables.
- SB 41
- SB 46